# Club Industriel de Kamsar

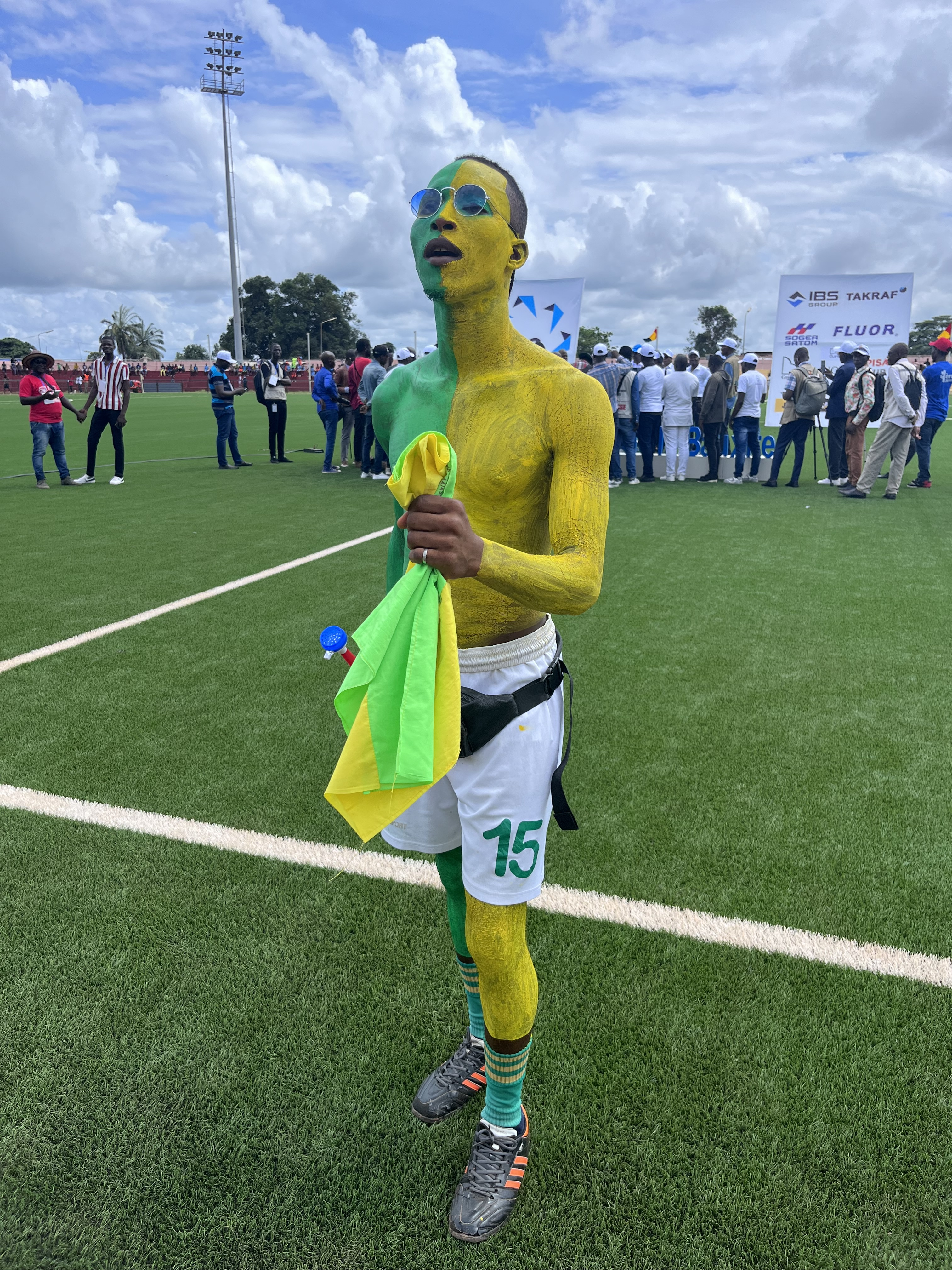

O Club Industriel de Kamsar é um clube de futebol com sede em Kamsar, Guiné.

## História
A equipe compete no Campeonato Guineano de Futebol.